# Football Club Internazionale Milano 2000-2001
Questa voce raccoglie le informazioni riguardanti il Football Club Internazionale Milano nelle competizioni ufficiali della stagione 2000-2001.

## Stagione
(Sfogo di Marcello Lippi verso la squadra dopo la sconfitta di Reggio Calabria del 1º ottobre 2000.)

Marco Tardelli, chiamato in sostituzione dell'esonerato Lippi all'alba della stagione: l'ex giocatore nerazzurro sarà artefice di un'annata negativa.

Con Lippi ancora in panchina dopo il raggiungimento dei preliminari di UEFA Champions League, Panucci e Baggio — ormai entrati irrimediabilmente in conflitto col tecnico viareggino — lasciarono la squadra. Con il rientrante ed emergente Frey a rimpiazzare Peruzzi tra i pali, Macellari, Greško e Cirillo giunsero a puntellare la retroguardia; Brocchi rimpolpò la mediana, con Vampeta, Farinos e Keane sulla trequarti a sostegno della punta Hakan Şükür. La partecipazione al massimo torneo continentale andò in archivio già nell'agosto 2000, coi nerazzurri sconfitti dallo svedese Helsingborg: battuta di misura in trasferta, la squadra impattò senza reti a San Siro fallendo un rigore con Recoba al 90'.
A minare ulteriormente la posizione dell'allenatore soggiunse il knock-out in Supercoppa italiana, contro una Lazio che già aveva piegato i milanesi nella finale di Coppa Italia della stagione precedente: frattanto ripescata in Coppa UEFA, l'Inter esordì in campionato perdendo a Reggio Calabria con un gol dell'ex Marazzina. A seguito di tale risultato, Lippi si pronunciò duramente verso i propri calciatori accusandoli di scarso impegno: il presidente Moratti procedette quindi al licenziamento, con Marco Tardelli divenuto il nuovo responsabile della panchina.
Accumulato un pesante ritardo dai vertici della classifica già nel periodo autunnale, Tardelli fu eliminato in coppa nazionale dal Parma rimediando da quest'ultima un clamoroso 6-1: in ambito europeo, dopo la goleada inflitta ai polacchi del Ruch Chorzów con Lippi ancora alla guida, i meneghini ebbero ragione dell'olandese Vitesse (complice una rete in campo avverso) e del tedesco Hertha Berlino accedendo ai quarti di finale. Il cammino si arrestò quindi per mano della rivelazione dell'edizione, l'Alavés, sul cui terreno i nerazzurri si portarono in vantaggio finendo tuttavia per venire raggiunti sul 3-3: a Milano la Beneamata cedette invece per 2-0 agli spagnoli, con la gara sospesa anzitempo a causa delle proteste inscenate dalla tifoseria. Il fatto comportò inoltre la squalifica dell'impianto per le manifestazioni continentali, da scontarsi nell'edizione successiva.
A fronte di una primavera senza più obiettivi, l'ultimo traguardo stagionale divenne il quarto posto: principale concorrente nella rincorsa ai preliminari di Champions League risultò il Milan, a sua volta vittima di un'annata deludente. La stracittadina dell'11 maggio 2001 fu appannaggio del Diavolo col risultato di 6-0, peggior passivo subìto dai nerazzurri nella storia dei confronti locali. Con San Siro nuovamente squalificato — dopo il lancio di uno scooter compiuto dai sostenitori in occasione della gara con l'Atalanta — l'Inter precipitò in sesta posizione: al culmine di una stagione fallimentare, chiusa a 24 punti dai campioni d'Italia della Roma, il sorpasso realizzato in extremis a danno dei concittadini valse il quinto posto in classifica e l'accesso alla UEFA.

## Divise e sponsor

Da sinistra: Francisco Farinós, Sébastien Frey e Andrea Pirlo posano rispettivamente con la seconda divisa, la maglia da portiere e la terza divisa interista della stagione.

Lo sponsor tecnico della stagione 2000-2001 fu Nike, mentre quello ufficiale fu Pirelli.
La prima divisa rimase pressoché quella della stagione precedente, nerazzurra con girocollo; venne tuttavia posto rimedio a quello che era stato il dettaglio più criticato dai tifosi, l'assenza della stella, quest'anno tornata invece a sovrastare lo stemma sul petto. La seconda divisa, bianca come da tradizione del club, venne rinnovata con l'adozione di un colletto argentato e con pinstripe orizzontali celesti. Per la terza divisa fu introdotta la novità dell'arancione abbinato a un colletto nerazzurro.
| Casa | Trasferta | Terza divisa | 1ª portiere | 2ª portiere | 3ª portiere |

## Organigramma societario
Area direttiva
- Presidente: Massimo Moratti
- Vice Presidente: Giuseppe Prisco
- Amministratore delegato: Rinaldo Ghelfi
- Direttore Generale: Luigi Predeval
- Direttore amministrativo: Marco Meloni
- Responsabile amministrativo: Paolo Pessina

Area organizzativa
- Segretario generale: Luciano Cucchia
- Team manager: Guido Susini

Area marketing
- Direttore commerciale e marketing: Walter Bussolera

Area comunicazione
- Responsabile area comunicazione: Gino Franchetti
- Capo ufficio stampa: Sandro Sabatini (fino a gennaio 2001)
- Ufficio Stampa: Giuseppe Sapienza
- Direttore editoriale: Susanna Wermelinger

Area tecnica
- Direttore tecnico: Gabriele Oriali
- Direttore sportivo: Giuliano Terraneo
- Allenatore: Marcello Lippi (fino al 3 ottobre 2000), poi Marco Tardelli (dal 7 ottobre 2000)
- Allenatore in seconda: Narciso Pezzotti (fino al 3 ottobre 2000), poi Luca Giannini (dal 7 ottobre 2000)
- Assistente allenatore: Massimo Pedrazzini
- Responsabile preparazione atletica: Stefano D'Ottavio
- Preparatore atletico: Gian Nicola Bisciotti, Claudio Bordon e Claudio Gaudino
- Preparatore dei portieri: Ivano Bordon
- Responsabile dell'area fisico-atletica e coordinatore del settore medico: Julio Velasco[45]

Area sanitaria
- Responsabile sanitario: Franco Combi[46]
- Medici sociali: Alessandro Soldini e Fabio Forloni
- Fisioterapisti: Silvano Cotti, Marco Morelli
- Massaggiatori: Massimo Dellacasa e Marco Dellacasa

## Rosa
Di seguito la rosa.
| N. |                                | Ruolo | Calciatore         |
| -- | ------------------------------ | ----- | ------------------ |
| 1  | Francia (bandiera)             | P     | Sébastien Frey     |
| 2  | Colombia (bandiera)            | D     | Iván Córdoba       |
| 3  | Italia (bandiera)              | D     | Fabio Macellari    |
| 4  | Argentina (bandiera)           | D     | Javier Zanetti     |
| 5  | Francia (bandiera)             | D     | Laurent Blanc      |
| 6  | Italia (bandiera)              | D     | Michele Serena     |
| 7  | Irlanda (bandiera)             | A     | Robbie Keane       |
| 7  | Uruguay (bandiera)             | A     | Antonio Pacheco    |
| 8  | Serbia e Montenegro (bandiera) | C     | Vladimir Jugović   |
| 9  | Brasile (bandiera)             | A     | Ronaldo (capitano) |
| 10 | Paesi Bassi (bandiera)         | C     | Clarence Seedorf   |
| 11 | Italia (bandiera)              | C     | Andrea Pirlo       |
| 11 | Italia (bandiera)              | A     | Marco Ferrante     |
| 12 | Italia (bandiera)              | P     | Marco Varaldi      |
| 13 | Croazia (bandiera)             | D     | Dario Šimić        |
| 14 | Italia (bandiera)              | C     | Luigi Di Biagio    |
| 15 | Francia (bandiera)             | C     | Benoît Cauet       |
| 16 | Italia (bandiera)              | D     | Riccardo Fissore   |
| 17 | Costa d'Avorio (bandiera)      | D     | Cyril Domoraud     |

| N. |                       | Ruolo | Calciatore            |
| -- | --------------------- | ----- | --------------------- |
| 17 | Italia (bandiera)     | C     | Nicola Beati          |
| 18 | Cile (bandiera)       | A     | Iván Zamorano         |
| 18 | Francia (bandiera)    | C     | Stéphane Dalmat       |
| 19 | Italia (bandiera)     | A     | Anselmo Robbiati      |
| 20 | Uruguay (bandiera)    | A     | Álvaro Recoba         |
| 21 | Italia (bandiera)     | D     | Matteo Ferrari        |
| 22 | Italia (bandiera)     | P     | Marco Ballotta        |
| 23 | Italia (bandiera)     | C     | Cristian Brocchi      |
| 24 | Argentina (bandiera)  | C     | Sixto Peralta         |
| 24 | Slovacchia (bandiera) | D     | Vratislav Greško      |
| 25 | Brasile (bandiera)    | C     | Vampeta               |
| 27 | Italia (bandiera)     | A     | Corrado Colombo       |
| 30 | Italia (bandiera)     | D     | Bruno Cirillo         |
| 31 | Spagna (bandiera)     | C     | Francisco Farinós     |
| 32 | Italia (bandiera)     | A     | Christian Vieri       |
| 36 | Italia (bandiera)     | C     | Carlo Raffaele Trezzi |
| 37 | Algeria (bandiera)    | D     | Antar Yahia           |
| 54 | Turchia (bandiera)    | A     | Hakan Şükür           |

## Calciomercato

### Sessione estiva(dall'1/7 al 31/8)
| Acquisti | Acquisti          | Acquisti         | Acquisti                   |
| R.       | Nome              | da               | Modalità                   |
| -------- | ----------------- | ---------------- | -------------------------- |
| P        | Sébastien Frey    | Verona           | fine prestito              |
| P        | Marco Ballotta    | Lazio            | svincolato                 |
| D        | Fabio Macellari   | Cagliari         | svincolato                 |
| D        | Bruno Cirillo     | Reggina          | definitivo (14 miliardi ₤) |
| D        | Matteo Ferrari    | Bari             | fine prestito              |
| D        | Michele Serena    | Parma            | riscatto (12 miliardi ₤)   |
| D        | Vratislav Greško  | Bayer Leverkusen | definitivo (14 miliardi ₤) |
| C        | Francisco Farinós | Valencia         | definitivo (36 miliardi ₤) |
| C        | Andrea Pirlo      | Reggina          | fine prestito              |
| C        | Cristian Brocchi  | Verona           | definitivo (13 miliardi ₤) |
| C        | Vampeta           | Corinthians      | definitivo (30 miliardi ₤) |
| A        | Robbie Keane      | Coventry City    | definitivo (31 miliardi ₤) |
| A        | Hakan Şükür       | Galatasaray      | definitivo (12 miliardi ₤) |
| A        | Anselmo Robbiati  | Napoli           | definitivo                 |

| Cessioni | Cessioni            | Cessioni      | Cessioni                           |
| R.       | Nome                | a             | Modalità                           |
| -------- | ------------------- | ------------- | ---------------------------------- |
| P        | Angelo Peruzzi      | Lazio         | definitivo (33 miliardi ₤)         |
| P        | Giorgio Frezzolini  | Chievo        | compartecipazione                  |
| P        | Fabrizio Ferron     | Verona        | definitivo                         |
| D        | Christian Panucci   | Chelsea       | prestito                           |
| D        | Grigorios Georgatos | Olympiacos    | prestito                           |
| D        | Cyril Domoraud      | Milan         | definitivo (ceduto a settembre)    |
| D        | Salvatore Fresi     | Napoli        | prestito                           |
| D        | Francesco Colonnese | Lazio         | definitivo                         |
| D        | Martín Rivas        | Malaga        | prestito                           |
| C        | Ousmane Dabo        | Parma         | definitivo (15 miliardi £)         |
| C        | Francesco Moriero   | Napoli        | definitivo                         |
| C        | Paulo Sousa         | Panathīnaïkos | definitivo                         |
| C        | Cristiano Zanetti   | Roma          | rinnovo compartecipazione          |
| A        | Roberto Baggio      | Brescia       | definitivo                         |
| A        | Nicola Ventola      | Atalanta      | prestito                           |
| A        | Mohammed Kallon     | Vicenza       | compartecipazione                  |
| A        | Adrian Mutu         | Verona        | compartecipazione (7,5 miliardi ₤) |
| A        | Corrado Colombo     | Torino        | compartecipazione (a ottobre)      |

### Sessione invernale(dal 2/1 all'1/2)
| Acquisti | Acquisti        | Acquisti            | Acquisti          |
| R.       | Nome            | da                  | Modalità          |
| -------- | --------------- | ------------------- | ----------------- |
| C        | Stéphane Dalmat | Paris Saint-Germain | compartecipazione |
| A        | Marco Ferrante  | Torino              | prestito          |
| A        | Antonio Pacheco | Peñarol             | definitivo        |
| A        | Adriano         | Flamengo            | definitivo        |

| Cessioni | Cessioni          | Cessioni            | Cessioni                  |
| R.       | Nome              | a                   | Modalità                  |
| -------- | ----------------- | ------------------- | ------------------------- |
| D        | Christian Panucci | Monaco              | prestito (6 miliardi ₤)   |
| C        | Vampeta           | Paris Saint-Germain | compartecipazione         |
| A        | Anselmo Robbiati  | Perugia             | prestito                  |
| C        | Andrea Pirlo      | Brescia             | prestito                  |
| A        | Robbie Keane      | Leeds Utd           | prestito (2,5 miliardi ₤) |
| A        | Iván Zamorano     | América             | definitivo                |

## Risultati

### Serie A

#### Girone di andata
| Arbitro: | Cesari (Genova) |

|                              |           |            |
| Possanzini 45’ Marazzina 50’ | Marcatori | 10’ Recoba |

| Arbitro: | Treossi (Forlì) |

|                                      |           |          |
| Di Biagio 10’ Zamorano 38’ Blanc 45’ | Marcatori | 59’ Sesa |

| Arbitro: | Racalbuto (Gallarate) |

|                                                |           |  |
| Fiore 28’ (rig.) Muzzi 63’ Iaquinta 90’ (rig.) | Marcatori |  |

| Arbitro: | Messina (Bergamo) |

|                      |           |  |
| Şükür 18’ Recoba 68’ | Marcatori |  |

| Arbitro: | Rodomonti (Teramo) |

|                            |           |                       |
| Bonazzoli 15’ Italiano 43’ | Marcatori | 26’ Farinós 81’ Şükür |

| Arbitro: | De Santis (Tivoli) |

|  |           |              |
|  | Marcatori | 21’ Vugrinec |

| Arbitro: | Rosetti (Torino) |

|                     |           |               |
| Recoba 9’ Vieri 77’ | Marcatori | 30’ Materazzi |

| Vicenza 26 novembre 2000, ore 15:00 CET 8ª giornata | Vicenza           | 0 – 0 referto | Inter | Stadio Romeo Menti (14.000 spett.)\| Arbitro: \| Messina (Bergamo) \| |
| Arbitro:                                            | Messina (Bergamo) |               |       |                                                                       |

| Arbitro: | Braschi (Prato) |

|                         |           |                         |
| Blanc 13’ Di Biagio 66’ | Marcatori | 7’ Trezeguet 10’ Zidane |

| Arbitro: | Trentalange (Torino) |

|                            |           |  |
| Chiesa 49’ Rui Costa 90+3’ | Marcatori |  |

| Milano 17 dicembre 2000, ore 15:00 CET 11ª giornata | Inter            | 0 – 0 referto | Brescia | Stadio Giuseppe Meazza (40.000 spett.)\| Arbitro: \| Bertini (Arezzo) \| |
| Arbitro:                                            | Bertini (Arezzo) |               |         |                                                                          |

| Arbitro: | Farina (Novi Ligure) |

|  |           |             |
|  | Marcatori | 65’ Seedorf |

| Arbitro: | Rodomonti (Teramo) |

|                        |           |                         |
| Boban 65’ Bierhoff 85’ | Marcatori | 11’ Şükür 72’ Di Biagio |

| Arbitro: | De Santis (Tivoli) |

|           |           |             |
| Vieri 70’ | Marcatori | 32’ Di Vaio |

| Arbitro: | Messina (Bergamo) |

|                            |           |  |
| Crespo 5’ Salas 75’ (rig.) | Marcatori |  |

| Arbitro: | Rodomonti (Teramo) |

|           |           |  |
| Vieri 39’ | Marcatori |  |

| Arbitro: | Messina (Bergamo) |

|  |           |                                     |
|  | Marcatori | 26’ Vieri 61’ Di Biagio 62’ Jugović |

#### Girone di ritorno
| Arbitro: | Serena (Bassano del Grappa) |

|                  |           |             |
| Vieri 41’ (rig.) | Marcatori | 22’ Dionigi |

| Arbitro: | Rodomonti (Teramo) |

|               |           |  |
| Matuzalém 54’ | Marcatori |  |

| Arbitro: | Nucini (Bergamo) |

|                        |           |          |
| Blanc 18’ Ferrante 90’ | Marcatori | 16’ Sosa |

| Arbitro: | Collina (Viareggio) |

|                                |           |                 |
| Assunção 11’ Montella 28’, 86’ | Marcatori | 9’, 45+1’ Vieri |

| Arbitro: | Saccani (Mantova) |

|                            |           |  |
| Vieri 45’ (rig.) Şükür 71’ | Marcatori |  |

| Arbitro: | Racalbuto (Gallarate) |

|                 |           |                 |
| Piangerelli 47’ | Marcatori | 28’, 60’ Recoba |

| Arbitro: | Cesari (Genova) |

|                            |           |                     |
| Materazzi 44’ Vryzas 90+3’ | Marcatori | 22’, 57’, 66’ Vieri |

| Arbitro: | Treossi (Forlì) |

|               |           |            |
| Brocchi 90+4’ | Marcatori | 30’ Kallon |

| Arbitro: | Cesari (Genova) |

|                                           |           |                  |
| Tacchinardi 51’ Inzaghi 55’ Del Piero 63’ | Marcatori | 66’ (rig.) Vieri |

| Arbitro: | Trentalange (Torino) |

|                                            |           |                        |
| Vieri 11’, 40’ (rig.) Dalmat 43’ Şükür 57’ | Marcatori | 64’ Bressan 79’ Chiesa |

| Arbitro: | De Santis (Tivoli) |

|                   |           |  |
| Baggio 12’ (rig.) | Marcatori |  |

| Arbitro: | Cesari (Genova) |

|                          |           |  |
| Vieri 6’, 10’ Recoba 35’ | Marcatori |  |

| Arbitro: | Collina (Viareggio) |

|  |           |                                                             |
|  | Marcatori | 3’, 19’ Comandini 53’ Giunti 67’, 78’ Ševčenko 81’ Serginho |

| Arbitro: | Trentalange (Torino) |

|                             |           |           |
| Júnior 14’, 89’ Di Vaio 74’ | Marcatori | 90’ Vieri |

| Arbitro: | Collina (Viareggio) |

|            |           |            |
| Dalmat 90’ | Marcatori | 41’ Crespo |

| Arbitro: | Borriello (Mantova) |

|                      |           |                        |
| Andersson 45’ (rig.) | Marcatori | 36’, 67’ (rig.) Recoba |

| Arbitro: | Paparesta (Bari) |

|                       |           |              |
| Seedorf 35’ Vieri 44’ | Marcatori | 78’ Cipriani |

### UEFA Champions League

#### Terzo turno preliminare
| Arbitro: | Arsic |

|             |           |  |
| Hansson 81’ | Marcatori |  |

| Milano 23 agosto 2000, ore 21:00 CEST Ritorno | Inter  | 0 – 0 referto | Helsingborg | Stadio Giuseppe Meazza (49.949 spett.)\| Arbitro: \| Hrinak \| |
| Arbitro:                                      | Hrinak |               |             |                                                                |

### Coppa UEFA
| Arbitro: | Luinge |

|  |           |                                  |
|  | Marcatori | 62’ Seedorf 66’ Recoba 71’ Keane |

| Arbitro: | Tokat |

|                                        |           |            |
| Recoba 6’ Seedorf 41’, 87’ Colombo 89’ | Marcatori | 85’ Skwara |

| Milano 26 ottobre 2000, ore 20:30 CEST Secondo turno - Andata | Inter  | 0 – 0 referto | Vitesse | Stadio Giuseppe Meazza (9.093 spett.)\| Arbitro: \| Granat \| |
| Arbitro:                                                      | Granat |               |         |                                                               |

| Arbitro: | Mccurry |

|             |           |           |
| Peeters 14’ | Marcatori | 80’ Šimić |

| Berlino 21 novembre 2000, ore 20:30 CET Sedicesimi di finale - Andata | Hertha Berlino | 0 – 0 referto | Inter | Olympiastadion (39.100 spett.)\| Arbitro: \| Durkin \| |
| Arbitro:                                                              | Durkin         |               |       |                                                        |

| Arbitro: | Batista |

|                     |           |               |
| Recoba 6’ Şükür 89’ | Marcatori | 54’ Tretschok |

| Arbitro: | Hamer |

|                                  |           |                           |
| Moreno 44’ Téllez 70’ Alonso 73’ | Marcatori | 45’, 50’ Recoba 65’ Vieri |

| Arbitro: | Barber |

|  |           |                       |
|  | Marcatori | 78’ Cruijff 83’ Tomić |

### Coppa Italia
| Arbitro: | Cassarà (Palermo) |

|               |           |              |
| Di Biagio 20’ | Marcatori | 42’ Vugrinec |

| Arbitro: | Rosetti (Torino) |

|                      |           |                                  |
| Lucarelli 10’ (rig.) | Marcatori | 66’ Córdoba 70’ Recoba 75’ Keane |

| Arbitro: | Trentalange (Torino) |

|                                                                            |           |            |
| Serena 18’ (aut.) Micoud 33’ Montaño 34’ Amoroso 39’ Appiah 53’ Sartor 59’ | Marcatori | 44’ Recoba |

| Milano 14 dicembre 2000, ore 20:30 CET Quarti di finale - Ritorno | Inter                        | 0 – 0 | Parma | Stadio Giuseppe Meazza\| Arbitro: \| Zaltron (Bassano del Grappa) \| |
| Arbitro:                                                          | Zaltron (Bassano del Grappa) |       |       |                                                                      |

### Supercoppa italiana
| Arbitro: | Farina (Novi Ligure) |

|                                                    |           |                                  |
| López 33’, 38’ Mihajlović 47’ (rig.) Stanković 74’ | Marcatori | 2’ Keane 61’ Farinós 75’ Vampeta |

## Statistiche
Statistiche aggiornate al 17 giugno 2001.

### Statistiche di squadra
| Competizione        | Punti | In casa | In casa | In casa | In casa | In casa | In casa | In trasferta | In trasferta | In trasferta | In trasferta | In trasferta | In trasferta | Totale | Totale | Totale | Totale | Gf | Gs | DR |
| Competizione        | Punti | G       | V       | N       | P       | GF      | GS      | G            | V            | N            | P            | GF           | GS           | G      | V      | N      | P      | Gf | Gs | DR |
| ------------------- | ----- | ------- | ------- | ------- | ------- | ------- | ------- | ------------ | ------------ | ------------ | ------------ | ------------ | ------------ | ------ | ------ | ------ | ------ | -- | -- | -- |
| Serie A             | 51    | 17      | 9       | 6       | 2       | 28      | 19      | 17           | 5            | 3            | 9            | 19           | 28           | 34     | 14     | 9      | 11     | 47 | 47 | 0  |
| Coppa Italia        | -     | 2       | 0       | 2       | 0       | 1       | 1       | 2            | 1            | 0            | 1            | 4            | 7            | 4      | 1      | 2      | 1      | 5  | 8  | −3 |
| Champions League    | -     | 1       | 0       | 1       | 0       | 0       | 0       | 1            | 0            | 0            | 1            | 0            | 1            | 2      | 0      | 1      | 1      | 0  | 1  | −1 |
| Coppa UEFA          | -     | 4       | 2       | 1       | 1       | 6       | 4       | 4            | 1            | 2            | 1            | 7            | 4            | 8      | 3      | 4      | 1      | 13 | 8  | 5  |
| Supercoppa italiana | -     | -       | -       | -       | -       |         |         | 1            | 0            | 0            | 1            | 3            | 4            | 1      | 0      | 0      | 1      | 3  | 4  | −1 |
| Totale              | -     | 24      | 11      | 10      | 3       | 35      | 24      | 25           | 7            | 5            | 13           | 33           | 44           | 49     | 18     | 15     | 16     | 68 | 68 | 0  |

### Statistiche dei giocatori
Sono in corsivo i calciatori che hanno lasciato la società a stagione in corso.
| Giocatore    | Serie A  | Serie A | Serie A     | Serie A    | Coppa Italia | Coppa Italia | Coppa Italia | Coppa Italia | Champions League+Coppa UEFA | Champions League+Coppa UEFA | Champions League+Coppa UEFA | Champions League+Coppa UEFA | Supercoppa italiana | Supercoppa italiana | Supercoppa italiana | Supercoppa italiana | Totale   | Totale | Totale      | Totale     |
| Giocatore    | Presenze | Reti    | Ammonizioni | Espulsioni | Presenze     | Reti         | Ammonizioni  | Espulsioni   | Presenze                    | Reti                        | Ammonizioni                 | Espulsioni                  | Presenze            | Reti                | Ammonizioni         | Espulsioni          | Presenze | Reti   | Ammonizioni | Espulsioni |
| ------------ | -------- | ------- | ----------- | ---------- | ------------ | ------------ | ------------ | ------------ | --------------------------- | --------------------------- | --------------------------- | --------------------------- | ------------------- | ------------------- | ------------------- | ------------------- | -------- | ------ | ----------- | ---------- |
| M. Ballotta  | 6        | -5      | 0           | 0          | 4            | -8           | 0            | 0            | 0+0                         | 0+0                         | 0+0                         | 0+0                         | 1                   | -4                  | 0                   | 0                   | 11       | -17    | 0           | 0          |
| N. Beati     | 1        | 0       | 0           | 0          | 0            | 0            | 0            | 0            | 0+0                         | 0+0                         | 0+0                         | 0+0                         | 0                   | 0                   | 0                   | 0                   | 1        | 0      | 0           | 0          |
| L. Blanc     | 33       | 3       | 5           | 1          | 2            | 0            | 0            | 0            | 2+7                         | 0+0                         | 0+0                         | 0+0                         | 0                   | 0                   | 0                   | 0                   | 44       | 3      | 5           | 1          |
| C. Brocchi   | 15       | 1       | 4           | 0          | 0            | 0            | 0            | 0            | 1+2                         | 0+0                         | 0+0                         | 0+0                         | 0                   | 0                   | 0                   | 0                   | 18       | 1      | 4           | 0          |
| B. Cauet     | 15       | 0       | 1           | 0          | 1            | 0            | 0            | 0            | 2+3                         | 0+0                         | 1+0                         | 0+0                         | 0                   | 0                   | 0                   | 0                   | 21       | 0      | 2           | 0          |
| B. Cirillo   | 17       | 0       | 5           | 1          | 2            | 0            | 0            | 0            | 0+7                         | 0+0                         | 0+0                         | 0+0                         | 0                   | 0                   | 0                   | 0                   | 26       | 0      | 5           | 1          |
| C. Colombo   | 1        | 0       | 1           | 0          | 2            | 0            | 0            | 0            | 0+1                         | 0+1                         | 0+0                         | 0+0                         | 1                   | 0                   | 0                   | 0                   | 5        | 1      | 1           | 0          |
| I. Córdoba   | 23       | 0       | 4           | 0          | 3            | 1            | 2            | 0            | 2+7                         | 0+1                         | 0+0                         | 0+0                         | 1                   | 0                   | 0                   | 0                   | 36       | 2      | 6           | 0          |
| S. Dalmat    | 17       | 2       | 0           | 0          | 0            | 0            | 0            | 0            | 0+0                         | 0+0                         | 0+0                         | 0+0                         | 0                   | 0                   | 0                   | 0                   | 17       | 2      | 0           | 0          |
| L. Di Biagio | 32       | 4       | 7           | 0          | 3            | 1            | 0            | 0            | 1+8                         | 0+0                         | 0+0                         | 0+0                         | 0                   | 0                   | 0                   | 0                   | 44       | 5      | 7           | 0          |
| C. Domoraud  | 0        | 0       | 0           | 0          | 1            | 0            | 0            | 0            | 1+0                         | 0+0                         | 0+0                         | 0+0                         | 1                   | 0                   | 0                   | 0                   | 3        | 0      | 0           | 0          |
| F. Farinós   | 21       | 1       | 3           | 0          | 3            | 0            | 1            | 0            | 0+8                         | 0+0                         | 0+0                         | 0+0                         | 1                   | 1                   | 0                   | 0                   | 33       | 2      | 4           | 0          |
| M. Ferrante  | 11       | 1       | 0           | 0          | 0            | 0            | 0            | 0            | 0+0                         | 0+0                         | 0+0                         | 0+0                         | 0                   | 0                   | 0                   | 0                   | 11       | 1      | 0           | 0          |
| M. Ferrari   | 19       | 0       | 6           | 0          | 1            | 0            | 0            | 0            | 0+6                         | 0+0                         | 0+1                         | 0+0                         | 0                   | 0                   | 0                   | 0                   | 26       | 0      | 7           | 0          |
| S. Ferraro   | 0        | 0       | 0           | 0          | 0            | 0            | 0            | 0            | 1+0                         | 0+0                         | 0+0                         | 0+0                         | 0                   | 0                   | 0                   | 0                   | 1        | 0      | 0           | 0          |
| R. Fissore   | 0        | 0       | 0           | 0          | 1            | 0            | 1            | 0            | 0+0                         | 0+0                         | 0+0                         | 0+0                         | 0                   | 0                   | 0                   | 0                   | 1        | 0      | 1           | 0          |
| S. Frey      | 28       | -42     | 0           | 0          | 0            | 0            | 0            | 0            | 2+8                         | -1+-8                       | 0+0                         | 0+0                         | 0                   | 0                   | 0                   | 0                   | 38       | -51    | 0           | 0          |
| V. Greško    | 18       | 0       | 4           | 1          | 2            | 0            | 0            | 0            | 0+0                         | 0+0                         | 0+0                         | 0+0                         | 0                   | 0                   | 0                   | 0                   | 20       | 0      | 4           | 1          |
| V. Jugović   | 21       | 1       | 5           | 0          | 0            | 0            | 0            | 0            | 2+4                         | 0+0                         | 1+1                         | 0+0                         | 1                   | 0                   | 0                   | 0                   | 28       | 1      | 7           | 0          |
| R. Keane     | 6        | 0       | 1           | 0          | 3            | 1            | 0            | 0            | 2+3                         | 0+1                         | 0+0                         | 0+0                         | 1                   | 1                   | 1                   | 0                   | 15       | 3      | 2           | 0          |
| F. Macellari | 7        | 0       | 2           | 0          | 3            | 0            | 0            | 0            | 2+3                         | 0+0                         | 0+0                         | 0+0                         | 1                   | 0                   | 1                   | 0                   | 16       | 0      | 3           | 0          |
| A. Pacheco   | 1        | 0       | 0           | 0          | 0            | 0            | 0            | 0            | 0+1                         | 0+0                         | 0+0                         | 0+0                         | 0                   | 0                   | 0                   | 0                   | 2        | 0      | 0           | 0          |
| S. Peralta   | 0        | 0       | 0           | 0          | 1            | 0            | 0            | 0            | 0+1                         | 0+0                         | 0+0                         | 0+0                         | 1                   | 0                   | 0                   | 0                   | 3        | 0      | 0           | 0          |
| A. Pirlo     | 4        | 0       | 0           | 0          | 1            | 0            | 0            | 0            | 2+1                         | 0+0                         | 0+0                         | 0+0                         | 0                   | 0                   | 0                   | 0                   | 8        | 0      | 0           | 0          |
| A. Recoba    | 29       | 8       | 0           | 0          | 3            | 2            | 0            | 0            | 1+8                         | 0+4                         | 0+0                         | 0+0                         | 0                   | 0                   | 0                   | 0                   | 41       | 14     | 0           | 0          |
| A. Robbiati  | 0        | 0       | 0           | 0          | 1            | 0            | 0            | 0            | 0+0                         | 0+0                         | 0+0                         | 0+0                         | 0                   | 0                   | 0                   | 0                   | 1        | 0      | 0           | 0          |
| Ronaldo      | 0        | 0       | 0           | 0          | 0            | 0            | 0            | 0            | 0+0                         | 0+0                         | 0+0                         | 0+0                         | 0                   | 0                   | 0                   | 0                   | 0        | 0      | 0           | 0          |
| C. Seedorf   | 24       | 2       | 0           | 0          | 4            | 0            | 0            | 0            | 2+5                         | 0+3                         | 1+0                         | 0+0                         | 1                   | 0                   | 0                   | 0                   | 36       | 5      | 1           | 0          |
| M. Serena    | 13       | 0       | 2           | 0          | 4            | 0            | 0            | 0            | 0+4                         | 0+0                         | 0+0                         | 0+0                         | 1                   | 0                   | 0                   | 0                   | 22       | 0      | 2           | 0          |
| D. Šimić     | 18       | 0       | 1           | 0          | 2            | 0            | 1            | 0            | 1+4                         | 0+1                         | 0+0                         | 0+0                         | 0                   | 0                   | 0                   | 0                   | 25       | 1      | 2           | 0          |
| H. Şükür     | 24       | 5       | 0           | 0          | 1            | 0            | 0            | 0            | 2+7                         | 0+1                         | 0+0                         | 0+0                         | 1                   | 0                   | 0                   | 0                   | 35       | 6      | 0           | 0          |
| R. Trezzi    | 1        | 0       | 0           | 0          | 0            | 0            | 0            | 0            | 0+0                         | 0+0                         | 0+0                         | 0+0                         | 0                   | 0                   | 0                   | 0                   | 1        | 0      | 0           | 0          |
| Vampeta      | 1        | 0       | 0           | 0          | 3            | 0            | 0            | 0            | 0+3                         | 0+0                         | 0+0                         | 0+0                         | 1                   | 1                   | 0                   | 0                   | 8        | 1      | 0           | 0          |
| M. Varaldi   | 0        | 0       | 0           | 0          | 0            | 0            | 0            | 0            | 0+0                         | 0+0                         | 0+0                         | 0+0                         | 0                   | 0                   | 0                   | 0                   | 0        | 0      | 0           | 0          |
| C. Vieri     | 27       | 18      | 4           | 0          | 0            | 0            | 0            | 0            | 0+5                         | 0+1                         | 0+0                         | 0+0                         | 0                   | 0                   | 0                   | 0                   | 32       | 19     | 4           | 0          |
| I. Zamorano  | 2        | 1       | 0           | 0          | 2            | 0            | 0            | 0            | 2+2                         | 0+0                         | 0+0                         | 0+0                         | 0                   | 0                   | 0                   | 0                   | 8        | 1      | 0           | 0          |
| J. Zanetti   | 29       | 0       | 1           | 0          | 1            | 0            | 0            | 0            | 0+4                         | 0+0                         | 0+0                         | 0+0                         | 0                   | 0                   | 0                   | 0                   | 34       | 0      | 1           | 0          |